# Kulliparu Conservation Park
Kulliparu Conservation Park är en park i Australien. Den ligger i delstaten South Australia, omkring 390 kilometer nordväst om delstatshuvudstaden Adelaide.
Trakten runt Kulliparu Conservation Park är nära nog obefolkad, med mindre än två invånare per kvadratkilometer.. Det finns inga samhällen i närheten.
Omgivningarna runt Kulliparu Conservation Park är huvudsakligen savann. Genomsnittlig årsnederbörd är 431 millimeter. Den regnigaste månaden är juni, med i genomsnitt 90 mm nederbörd, och den torraste är oktober, med 10 mm nederbörd.